# ...escu
...escu sau ...Escu este o piesă de teatru de comedie din 1933 scrisă de dramaturgul român Tudor Mușatescu. În 1990 a fost ecranizată sub regia lui Constantin Dicu și Robert Cismigiu, cu Ileana Stana Ionescu, Mihai Constantin și Sebastian Papaiani în rolurile principale. În același an, a fost ecranizată și de Dinu Cernescu, cu Ștefan Bănică și Ștefan Mihăilescu-Brăila în rolurile principale. În această lucrare, Tudor Mușatescu prezintă destinele odraslelor lui Spirache Necșulescu din „Titanic-Vals” (1932).

## Personaje
- Decebal Necșulescu
- Miza
- Generalul Stamatescu
- Iorgu Langada
- Traian Necșulescu
- Amelie
- Nina
- Bebe Damian
- Mitzi
- Platon Stamatescu
- Comisarul
- Fane
- Pișlică